# Francesco Maria Marescotti Ruspoli
Francesco Maria Marescotti Ruspoli (Vignanello, 2 marzo 1672 – Roma, 14 luglio 1731) è stato un marchese e principe italiano.

## Biografia
Fu il figlio primogenito di Alessandro Marescotti Ruspoli, figlio a sua volta di Sforza Vicino Marescotti e di Vittoria Ruspoli, nato il 2 marzo 1672. Nel 1695 sposò donna Isabella Cesi, figlia di don Giuseppe Angelo Cesi, quinto duca d'Acquasparta e di donna Giacinta Conti dei duchi di Poli (sorella di papa Innocenzo XIII).
Dopo varie battaglie legali si trovò ad ereditare dalle famiglie Marescotti, Capizucchi e Ruspoli. Il 4 settembre del 1705 poté aggiungere ai suoi titoli quello di marchese di Cerveteri.
Fu membro dell'accademia dell'Arcadia sotto lo pseudonimo di Olinto e accolse gli accademici in una sua villa in via Merulana; gli venne dedicato il primo volume delle Rime degli Arcadi.
Dal 1707 ospitò per due anni Georg Friedrich Händel nel Castello Ruspoli di Vignanello, il quale svolse, peraltro probabilmente con un rapporto abbastanza flessibile, funzioni assimilabili a quelle di un maestro di cappella, componendo in tale periodo il Salve Regina (HWV 241), eseguito nella cappella del castello di famiglia, e Diana Cacciatrice (HWV 79), rappresentato nel palazzo Ruspoli di Cerveteri. A Francesco Maria Ruspoli furono altresì dedicati gli oratorî La resurrezione (HWV 47) e il Trionfo del tempo e del disinganno (HWV 46a), entrambi rappresentati a Roma. Dal 1709 al 1716 a Händel succedette Antonio Caldara, al quale fu conferito, per la prima volta, l'incarico ufficiale di maestro di cappella del principe, da poco elevato a tale nuovo rango (cfr. infra).
Su consiglio dello zio, il cardinale Galeazzo Marescotti, nel 1707 armò un brigantino e ne fece dono al papa: la consegna avvenne a Civitavecchia e per l'occasione Händel compose una corale di voci bianche. Tuttavia lo scopo di far elevare a principato il marchesato di Cerveteri per il momento non venne raggiunto. Nel 1708 creò a proprie spese il reggimento Ruspoli, costituito da circa 1000 uomini, con il quale nel gennaio 1709 respinse gli austriaci a Ferrara, grazie alla superiorità nell'artiglieria: il 3 febbraio 1709 papa Clemente XI per ringraziamento elevò il marchesato di Cerveteri a principato.
Nel 1710 acquistò anche il marchesato di Riano e nel 1713 il feudo di San Felice Circeo, che passò poi nel 1718 al marito di sua figlia, don Filippo Orsini..
Sempre nel 1713 acquistò dai Caetani il palazzo Ruspoli di Roma, su via del Corso, con la loggia sul cortile opera di Martino Longhi il Giovane e con la scala annoverata tra le quattro meraviglie di Roma.
Nel 1721 papa Benedetto XIII gli conferì il titolo di principe romano, per sé e per i suoi discendenti e nel 1725 consacrò solennemente la nuova chiesa parrocchiale (Collegiata) che il principe aveva fatto erigere a Vignanello. Morì nel 1731 a Roma, lasciando buona parte dei suoi averi al figlio primogenito Alessandro e a Bartolomeo, cardinale. Il 39° volume del Dizionario Biografico degli Italiani dedica al marchese una voce monografica.

## Matrimonio e figli
Sposò il 4 settembre 1695 Isabella Cesi dei duchi di Acquasparta (24 settembre 1676 – 10 novembre 1753), nipote materna di papa Innocenzo XIII, dalla quale ebbe nove figli:
- Isabella (15 settembre 1696 – ?), monaca domenicana in SS. Domenico e Sisto
- Bartolomeo (25 ottobre 1697 – 21 maggio 1741), cardinale
- Giacinta (16 febbraio 1699 – 14 novembre 1757), sposò nel 1718 Ferdinando Bernualdo Filippo Orsini d'Aragona, V principe di Solofra e XIV duca di Gravina (1685 – 1734), ebbe discendenza
- Vittoria (17 maggio 1700 – 1° settembre 1745[11]), sposò nel 1727 Stefano Conti, duca di Poli e Guadagnolo (1688 – 1763)
- Margherita (13 agosto 1703 – ?), gemella di Teresa; suor Francesca Teresa in S. Teresa alle Quattro Fontane;
- Teresa (13 agosto 1703 – ?), gemella di Margherita; suor Giacinta in S. Teresa alle Quattro Fontane;
- Anna (18 ottobre 1704 – prima del 1735), sposò nel 1730 Agostino Chigi della Rovere, III principe di Farnese (1710 – 1769)
- Maria Angelica (1° dicembre 1706[12] – 21 febbraio 1766), sposò il 31 ottobre 1734 Girolamo Vincenzo IV Giustiniani, IV principe di Bassano e duca di Corbara (1714 – 1757), ebbe discendenza
- Alessandro (3 dicembre 1708 – 20 giugno 1779), II principe di Cerveteri, sposò in prime nozze Virginia Altieri e in seconde nozze Prudenza Marescotti-Capizucchi

## Albero genealogico
|                                                             |              |                           | Genitori                                  |  |  | Nonni |  |  | Bisnonni                                        |  |  | Trisnonni                                  |  |
|                                                             |              |                           |                                           |  |  |       |  |  | Marcantonio Marescotti, III conte di Vignanello |  |  | Alfonso Marescotti, II conte di Vignanello |  |
|                                                             |              |                           |                                           |  |  |       |  |  | Marcantonio Marescotti, III conte di Vignanello |  |  | Alfonso Marescotti, II conte di Vignanello |  |
|                                                             |              | Giulia Baglioni           |                                           |  |  |       |  |  | Marcantonio Marescotti, III conte di Vignanello |  |  |                                            |  |
| Sforza Vicino Marescotti, IV conte di Vignanello            |              |                           |                                           |  |  |       |  |  | Marcantonio Marescotti, III conte di Vignanello |  |  |                                            |  |
|                                                             |              | Ottavia Orsini di Bomarzo | Pier Francesco Orsini, signore di Bomarzo |  |  |       |  |  |                                                 |  |  |                                            |  |
|                                                             |              | Ottavia Orsini di Bomarzo | Pier Francesco Orsini, signore di Bomarzo |  |  |       |  |  |                                                 |  |  |                                            |  |
|                                                             |              | Ottavia Orsini di Bomarzo | Giulia Farnese                            |  |  |       |  |  |                                                 |  |  |                                            |  |
| Alessandro Marescotti Capizucchi, V conte di Vignanello     |              | Ottavia Orsini di Bomarzo |                                           |  |  |       |  |  |                                                 |  |  |                                            |  |
|                                                             |              | Orazio Ruspoli            | Bartolomeo Ruspoli                        |  |  |       |  |  |                                                 |  |  |                                            |  |
|                                                             |              | Orazio Ruspoli            | Bartolomeo Ruspoli                        |  |  |       |  |  |                                                 |  |  |                                            |  |
|                                                             |              | Orazio Ruspoli            | Maria Ardinghelli                         |  |  |       |  |  |                                                 |  |  |                                            |  |
| Vittoria Ruspoli                                            |              | Orazio Ruspoli            |                                           |  |  |       |  |  |                                                 |  |  |                                            |  |
|                                                             |              | Felice Cavalieri          | …                                         |  |  |       |  |  |                                                 |  |  |                                            |  |
|                                                             |              | Felice Cavalieri          | …                                         |  |  |       |  |  |                                                 |  |  |                                            |  |
|                                                             |              | Felice Cavalieri          | …                                         |  |  |       |  |  |                                                 |  |  |                                            |  |
| Francesco Maria Marescotti Ruspoli, I principe di Cerveteri |              | Felice Cavalieri          |                                           |  |  |       |  |  |                                                 |  |  |                                            |  |
|                                                             | Neri Corsini | Lorenzo Corsini           |                                           |  |  |       |  |  |                                                 |  |  |                                            |  |
|                                                             | Neri Corsini | Lorenzo Corsini           |                                           |  |  |       |  |  |                                                 |  |  |                                            |  |
|                                                             | Neri Corsini | Marietta Rinuccini        |                                           |  |  |       |  |  |                                                 |  |  |                                            |  |
| Andrea Corsini                                              | Neri Corsini |                           |                                           |  |  |       |  |  |                                                 |  |  |                                            |  |
|                                                             |              | Giulia Corsi              | Jacopo Corsi                              |  |  |       |  |  |                                                 |  |  |                                            |  |
|                                                             |              | Giulia Corsi              | Jacopo Corsi                              |  |  |       |  |  |                                                 |  |  |                                            |  |
|                                                             |              | Giulia Corsi              | Neri Corsini                              |  |  |       |  |  |                                                 |  |  |                                            |  |
| Anna Maria Corsini                                          |              | Giulia Corsi              |                                           |  |  |       |  |  |                                                 |  |  |                                            |  |
|                                                             |              | Ottaviano de' Medici      | Giulio de' Medici                         |  |  |       |  |  |                                                 |  |  |                                            |  |
|                                                             |              | Ottaviano de' Medici      | Giulio de' Medici                         |  |  |       |  |  |                                                 |  |  |                                            |  |
|                                                             |              | Ottaviano de' Medici      | Agnoletta Ugolini                         |  |  |       |  |  |                                                 |  |  |                                            |  |
| Agnoletta de' Medici                                        |              | Ottaviano de' Medici      |                                           |  |  |       |  |  |                                                 |  |  |                                            |  |
|                                                             |              | Selvaggia Guasconi        | …                                         |  |  |       |  |  |                                                 |  |  |                                            |  |
|                                                             |              | Selvaggia Guasconi        | …                                         |  |  |       |  |  |                                                 |  |  |                                            |  |
|                                                             |              | Selvaggia Guasconi        | …                                         |  |  |       |  |  |                                                 |  |  |                                            |  |
|                                                             |              | Selvaggia Guasconi        |                                           |  |  |       |  |  |                                                 |  |  |                                            |  |